# O idei reprezentacji
O idei reprezentacji – okolicznościowa wypowiedź polityczna  Cypriana Kamila Norwida wywołana rzezią dokonaną przez Druzów na mieszkających w Damaszku chrześcijanach w lipcu 1860.

## O utworze
Artykuł został wywołany klęską libańską, rzezią dokonaną przez Druzów w dniach 9-16 lipca 1860 na chrześcijanach mieszkających w Damaszku. W ich obronie bohatersko wystąpił szejk Abd-el-Kader, którego Norwid uczcił go osobnym wierszem. Tekst powstał w ostatnim tygodniu lipca lub w sierpniu. Norwid przekazał go Sewerynowi Elżanowskiemu (1821-1874), działaczowi politycznemu i publicyście, redaktorowi paryskiego Przeglądu Politycznego. Norwid znał Elżanowskiego prawdopodobnie jeszcze z okresu nauki w szkołach warszawskich. Elżanowski był słuchaczem jego wykładów o Słowackim i prawdopodobnie jedną z grona osób przygotowujących wykłady do druku. Artykuł jest prawdopodobnie dokończeniem jakichś dyskusji toczonych z nim przez poetę. Niewykluczone, że przesyłając mu tekst autor liczył na jego wydrukowanie w Przeglądzie Politycznym. Autograf uległ zniszczeniu w 1944. Publikacji tekstu dokonał w 1931 Władysław Arcimowicz w numerze 9 Ruchu Literackiego pod tytułem Norwid o idei reprezentacji. Nieznany list poety.

## Treść
Norwid zaczyna swój list od pochwały idei reprezentacji i jej chrześcijańskiego pochodzenia. Celem swoich rozmyślań chce uczynić rozważenie jak duży wpływ wywierają na ludzkość owoce tej idei i dlaczego jest ona nieodłączna od chrześcijaństwa. Idea reprezentacji obejmuje całego człowieka i całe społeczeństwo. Gdyby od człowieka oddzielić to co on reprezentuje, a przyjąć to tylko co praktycznie osiąga, społeczeństwo musiałoby się składać jedynie ze zdrowej, silnej i utalentowanej młodzieży albo z kapitalistów, a człowiek próbując osiągnąć swoje cele musiałby całkiem zapomnieć o tym co się godzi i co się nie godzi. I odwrotnie, dzięki idei reprezentacji, człowiek, który nic nie zrobił, a tylko uszanował w sobie godność nieśmiertelnego stworzenia, doszedł lat zgrzybiałych, zniedołężniał, staje się pomnikiem wchodzącym w skład energii całego społeczeństwa, a nie tylko próchnem. Idea ta chroni nie tylko nieużytecznych, ale i najenergiczniejszych, takich na przykład jak Józef Garibldi. Gdyby nie reprezentował on niczego poza sobą, na jedną kulę narażałby losy ojczyzny. 
Idea reprezentacji w ten sposób rozumiana jest nader chrześcijańska i wszelkie nieoglądanie się na to co się godzi, byle tylko dopiąć celu, zyskać to co można lub co się uda jest pozachrześcijańskie. To stało się udziałem Polaków w Turcji, którzy przeszli pod muzułmańską chorągiew omotani przez dyplomację angielską. Dlatego autor uważa za swój obowiązek zwrócić uwagę tym Polakom na zupełną niegodziwość stanowiska, jakie zajmują. Reprezentacja bowiem, która początkowo była Symbolem, a następnie Ideą, teraz staje się również Siłą, i to najpotężniejszą. Dlatego że już nie jeden ród czy jedna warstwa, ale każdy wolny człowiek jest reprezentantem całości i wszelkie oglądanie się na to tylko co się uda praktycznie osiągnąć staje się szkodliwe dla całego społeczeństwa. W dziedzinie wiedzy ten jest mędrcem, którego nie tylko słowa, ale i milczenie przemawia. Na polu zaś politycznym nie tylko działanie, ale i wycofanie się jest czynem. Tacy mężowie dopiero są czynni, wolni i są wolności rzeczypospolitej obrońcami. Kto zaś będzie starał się osiągnąć to tylko co można, prędko się od swoich działań uzależni i jego stanowisko, a potem cała czynność musi się okazać niegodziwą.